# リッチー・アーノルド
リッチー・アーノルド（Richie Arnold、1990年7月1日 - ）は、トップ14スタッド・トゥールーザンに所属するラグビーユニオン選手。

## プロフィール
- オーストラリア・ウォガウォガ出身[2]。
- ポジションはロック(LO)。
- 身長 208cm、体重 127kg
- 双子兄弟のロリーもラグビー選手[3]で現在チームメイト。
- オーストラリア代表キャップは4（2023年8月現在）でラグビーワールドカップ2023のオーストラリア代表に選ばれた[4]。

## 略歴
クイーンズランド・カントリー、フォース、パース・スピリット、ブランビーズを経て、2018年、ヤマハ発動機ジュビロ(現・静岡ブルーレヴズ)に加入。同年9月1日に行われたジャパンラグビートップリーグ第1節のコカ・コーラレッドスパークス戦にて先発出場で日本での公式戦初出場を果たす。
2019年、トゥールーズに加入。
2020年、ヤマハ発動機ジュビロを退団した。